# المرأة في فنلندا
المرأة في فنلندا تتمتع بـ«درجة عالية من المساواة» و «المجاملة التقليدية» بين الرجال.
في عام 1906، أصبحت المرأة الفنلندية أول امرأة في أوروبا تُمنح الحق في التصويت. هناك العديد من النساء في فنلندا اللاتي يشغلن مناصب بارزة في المجتمع الفنلندي، من أكاديميات، وفي مجال الأعمال، وفي الحكومة الفنلندية.
مثال للمرأة القوية في السياسة الفنلندية هي تاريا هالونين، التي أصبح أول رئيسة للبلاد (كانت وزيرة خارجية فنلندا قبل أن تصبح رئيستها).
في الدين، حيث ان معظم الشعب الفنلندي هم أعضاء في الكنيسة الإنجيلية اللوثرية في فنلندا (الطائفة المسيحية الرئيسية الأخرى في فنلندا هي الكنيسة الأرثوذكسية)، ويمكن للمرأة أن تكون رسامة كمهنة.

من حيث التمويل، وقد وصفت النساء الفنلندية بأنها «عادة اً مستقلة ماليا». النساء المتزوجات، يقدمن أنفسهن بذكر الاسم الأول في البداية، ثم اسمهن قبل الزواج، ومن ثم لقب أزواجهن. وقد وصفت النساء الفنلندية بالتلغراف كما يلي:

## الإستجمام
في استخدام الساونا، النساء يستحممن بشكل منفصل عن الرجال، إلا إذا كانوا من أفراد الأسرة.

## الموقع
تحد فنلندا من الشرق روسيا، ومن الجنوب خليج فنلندا وأستونيا، وعلى الغرب خليج بوثنيا والسويد، وعلى شمال / شمال غرب النرويج. ¼ من ألأراضي تقع في شمال الدائرة القطبية الشمالية.

## عدد السكان

### حسب الجنس
عدد السكان الكلي: 5,364,546 
السكان الذكور: 2,632,309
السكان النساء: 2,732,237

### متوسط العمر
عدد السنوات لإجمالي السكان: 79.69
الذكور: 76.24 سنة
النساء: 83.29 سنة

## مَنح المرأة حق التصويت

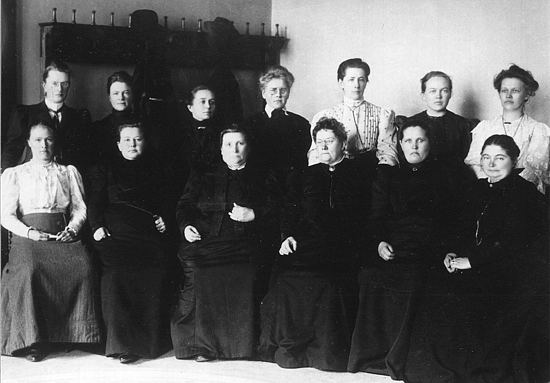
13 من مجموع 19 نائبة، اللاتي كنَّ أول النائبات في العالم ينتخبن في الانتخابات البرلمانية في فنلندا في عام 1907.

كانت فنلندا مجموعة من مقاطعات تابعة لمملكة السويد لأكثر من 600 سنة حتى أستقلت في عام 1809، مما يدل على أنه قد تم السماح للنساء في فنلندا للتصويت خلال العصر الحرية السويدية كذلك (1718-1771)، عندما منحت حق الاقتراع لدفع ضريبة عضوات النقابات
كانت الدولة السلف من فنلندا الحديثة دوقية فنلندا الكبرى جزءا من الامبراطورية الروسية خلال 1809-1917، وتتمتع بدرجة عالية من الحكم الذاتي.
في عام 1863 منحت للمرأة دافعة الضرائب حق التصويت في البلدية في الجانب القطري، وفي عام 1872، أعطيت نفس الصلاحية إلى المدن
منح البرلمان في عام 1906 حق التصويت والترشح للانتخابات لكل من المرأة والرجل.
وهكذا أصبحت المرأة الفنلندية الأولى في العالم التي تحصل على الحقوق المطلقة على حد سواء في التصويت والترشح للبرلمان.
في انتخابات العام التالي، أُنتخبت 19 نائبة، لأول مرة في العالم،  واستمرت النساء بلعب دور مركزي في سياسة البلاد منذ ذلك الحين. أصبحت مينا سيلانبا، شخصية رئيسية في الحركة العمالية، وأول وزيرة في عام 1926.
وقد تم التصويت على أول رئيسة لفنلندا تاريا هالونين إلى السلطة عام 2000 ولولاية ثانية في عام 2006.
ومنذ الانتخابات البرلمانية عام 2011، بلغ تمثيل المرأة 42,5٪.
في عام 2003 أصبحت انيلي ياتينماكى أول رئيسة وزراء لفنلندا أنثى، وفي عام 2007 دخلت حكومة فانهانن الثانية التاريخ لأنه للمرة الأولى تكون فيها النساء أكثر من الرجال في مجلس وزراء فنلندا (12 مقابل 8).

## حركة حقوق المرأة
في عام 1970 كان هناك حركة نسائية صغيرة ولكن قوية في نفس الوقت. وكان الاغتصاب في الزواج لا يعتبر جريمة في ذلك الوقت، وكان ضحايا العنف المنزلي لا يملكن مكان يذهبن إليه عند حصول أمور قبيحة حقا.
حاربنَ أيضا لنظام الرعاية النهارية التي من شأنها أن تكون مفتوحة للجمهور، والحق في إجازة الأمومة مدفوعة الأجر وليس هذا فحسب بل أيضا إجازة الأبوة.
اليوم هناك 263 يوما من إجازة الأبوة  في فنلندا. ومما يجعله من غير القانوني للتمييز ضد المرأة في القوة العاملة.
تم إنشاء مجموعتين نسوية لمساعدة الحركة: النسوية الماركسية والنساء الحمر. إن النساء في فنلندا حصلن على الكثير من الإلهام من بلدان أوروبية أخرى مثل الدول الاسكندنافية وسويسرا. ومجموعة هامة أخرى للنساء الفنلندية في السبعينيات وتشمل "Unioni" و «النسويات»

### حقوق المرأة
أصبحت فنلندا واحدة من أوائل الدول التي تمنح المرأة الحق في التصويت، وحتى اليوم هي من بين أفضل الدول في مساواة المرأة.
«كان تصويت فنلندا الثاني في مؤشر الفجوة العالمي بين الجنسين في حقوق المرأة». في عام 2003 عينت حكومة فنلندا بعض القضايا في المساواة بين الجنسين.
وأعتزموا تعزيز المساواة بين الجنسين على الإدارة العامة برمتها، وإصلاح قانون المساواة وأن الرجال والنساء في حصة فنلندا، وتعزيز المساواة في الأجر عن عمل ذي قيمة متساوية، وزيادة عدد النساء في الأدوار السياسية والاقتصادية وتقييم المساواة بين الجنسين من وجهة نظر الذكور، ومنع العنف المنزلي وعنف الشريك الحميم، والحماية ضد ضحايا الاتجار وإمكانية تجريم شراء الجنس.
وتسمى هذه بخطة عمل الحكومة للمساواة بين الجنسين وشملت أكثر من 100 مسألة تحتاج إلى مناقشة.

## التعليم

### في التاريخ
في أواخر القرن الـ18 بدايات القرن الـ19 أقيمت المدارس الخاصة الأولى للفتيات في فنلندا، أشهرها كريستينا كروك وسارة واكلين. وانتقدت هذه المدارس لأنجازاتها الضحلة في التعليم، والتي أسفرت عن القرار الذي ينبغي أن تدرج الفتيات في إصلاح المدرسة من عام 1843، وفي السنة التالية، تأسست مدرستان الحكوميات لللغة السويدية للبنات في توركو وهلسنكي.
وأدى ذلك إلى إنشاء شبكة من مدارس الفتياة من نوع مماثل في فنلندا. في البداية كانت مدارس البنات هذه للعائلات من الطبقة العليا فقط.
في هذا الوقت لم يكن من الممكن للفتيات اجتياز البكالوريا والانتقال إلى الدراسة الجامعية. في عام 1865 صرحت مدرسة قواعد اللغة بشكل واضح بأن فقط الفتيات ذوات تربية وأخلاق لا تشوبها شائبة والتي لايمكن أن تضر الآخرين، وتكون من عائلة «محترمة» يمكن أن تسجل في المدرسة.
تعد ماريا تشيتسكولين، أول امرأة في فنلندا، يتم قبولها كطالبة جامعية في عام 1870، وأدرجت الطبقات المتقدمة وكليات الطبقات في كثير من مدارس البنات لإعداد الطالبات لدخول الجامعة، وفي عام 1872، أُسقطت جميع المطالبات لطالبات الطبقات العليا في اللغة السويدية.
تم منح المرأة الحق في تعليم قواعد اللغة في المدارس للبنات في 1882.
عندما تم إسقاط المطالب لطالبات الجامعة وقبلت المرأة على قدم المساواة مع الرجل في عام 1915، بدأت الفتيات والفتيان في الحصول على نفس مستوى التعليم في النظام المدرسي، وبدأت مدارس البنات في فنلندا بالتغيير في تعليم نفس الجنس وهو التطور الذي اكتمل في السبعينيات.

### اليوم
مقارنة مع بقية طلاب العالم الطلاب في فنلندا يبدأون الدراسة بعد عام من الكثير من البلدان الأخرى. حتى مع هذه الحقيقة، فأن فنلندا هي الآن واحدة من أعلى الدول أداءاً في المهارات الرياضياتية، ولكن أيضا واحدة من الدول القليلة التي يؤديها الفتيان والفتيات.
بينما في معظم البلدان الفتيات الأكثر قدرة متخلفة عن الأولاد الأكثر قدرة في أداء الرياضيات، وفقا لنظرة عامة PISA 2012، فأن نتيجة جنس OECD في الرياضيات والقراءة والعلوم كان 6 (بنين - بنات) في فنلندا.
بالإضافة إلى ذلك، في حين أن الطلاب أعلى أداء في العالم هي إلى حد كبير من الذكور، فنلندا كانت استثناء حيث نسبة أداء الإناث هي تقريبا نفس نسبة أداء من الذكور. هذا صحيح طبقاً لمسح مهارات الكبار (PIAAC) حيث أن قمة الأداء هي في الغالب من الرجال باستثناء فنلندا، فضلا عن استراليا وكندا.
أما بالنسبة لفوائد فنلندا التعليمية للطلاب، المدارس الفنلندية توفر المدرسة التي تمولها الدولة مما يجعل من الأسهل بالنسبة للنساء والرجال للذهاب إلى العمل بعد سريان إجازة الأبوة.
وتمثل النساء 32٪ من الطلاب الذين يدرسون في الرياضيات وعلوم الحاسوب.

## أدوار الجنسين
في الاقتصاد الريفي على النساء في المقام الأول رعاية الماشية في حين أن الرجال يعملون في الحقول والغابات.
و كون المرأة قوية وناجحة في الاقتصاد الريفي لمهارتها في رعاية البقر، ورعاية الأطفال، وتجهيز الأغذية، وإعداد الوجبات، عمليات تنظيف شاقة في الحظيرة والمنزل، وتعرض طقوس الضيافة للزوار.
ومع ذلك، وفي الآونة الأخيرة المزيد والمزيد من النساء غادرن الريف بأعداد أكبر تجاه المُدن.
المرأة اليوم تعمل جنباً إلى جنب مع الرجل في الأعمال التجارية، والغابات، والهندسة، والحقول، والمرأة لا تزال تحصد فقط 81٪ لكل دولار واحد للرجل مما يعكس أعداد كبيرة من النساء في الوظائف ذات الأجور المنخفضة.

## المرأة في القوى العاملة
وفقا لمسح القوى العاملة الفنلندية نحو 32٪ من 301,000 شخص الذين يعملون لحسابهم الخاص من النساء.
أصبحت المرأة تشارك لأول مرة في أسواق العمل من خلال المجتمعات الزراعية. حتى قبل أنظمة الرعاية النهارية العامة، كان لا تزال عدد النساء في القوى العاملة عالية جدا، أكثر من 50٪. من العاملين في القوة العاملة من الإناث (تتراوح أعمارهن 15-74) هو 51٪، حيث الرجال هو 49٪. وتشارك 32٪ من النساء في ريادة الأعمال.

### المساواة في القوى العاملة
يجب على أصحاب العمل الذين لديهم ما لا يقل عن 30 موظفا بأن يكون لديهم خطة للمساواة بين الجنسين يتضمن النساء ومقارنة أجورهن مع الرجال. وزارة الشؤون الاجتماعية والصحة والمنظمات الأخرى الهامة في سوق العمل، وضعت المبادئ التوجيهية وتخطيط المساواة بين الجنسين.

## المرأة في الجيش
الخدمة العسكرية إجبارية بالنسبة للرجال في فنلندا، ولكنها تطوعية فقط للنساء. ويسمح للنساء المجندات التدريب على أدوار قتالية.
فنلندا هي واحدة من 16 دولة أخرى في العالم التي تسمح للنساء بالقتال على خط المواجهة.